# Rostoklaty
Rostoklaty jsou obec rozkládající se na západě okresu Kolín. Leží 4 km západně od Českého Brodu a 30 km východně od centra Prahy, v sevření dvou hlavních spojnic Prahy s Kolínem: z jižní strany ves ohraničuje silnice I/12, ze severu ji míjí železniční trať 011 se zastávkou. Rostoklaty čítají 643 obyvatel. V roce 2011 zde bylo evidováno 187 adres. Součástí obce je i vedlejší vesnice Nová Ves II. Do Prahy vlakem bez zpoždění je to 32 minut.
Rostoklaty je také název katastrálního území o rozloze 3,25 km2.

## Historie
První písemná zmínka o obci pochází z roku 1295.

### Územněsprávní začlenění
Dějiny územněsprávního začleňování zahrnují období od roku 1850 do současnosti. V chronologickém přehledu je uvedena územně administrativní příslušnost obce v roce, kdy ke změně došlo:
- 1850 země česká, kraj Pardubice, politický okres Kolín, soudní okres Kouřim[6]
- 1855 země česká, kraj Čáslav, soudní okres Kouřim
- 1868 země česká, politický okres Kolín, soudní okres Kouřim
- 1939 země česká, Oberlandrat Kolín, politický okres Kolín, soudní okres Kouřim[7]
- 1942 země česká, Oberlandrat Praha, politický okres Kolín, soudní okres Kouřim[8]
- 1945 země česká, správní okres Kolín, soudní okres Kouřim[9]
- 1949 Pražský kraj, okres Kolín[10]
- 1960 Středočeský kraj, okres Kolín
- 2003 Středočeský kraj, obec s rozšířenou působností Kolín

### Rok 1932
V obci Rostoklaty (370 obyvatel, poštovní úřad, telegrafní úřad, telefonní úřad, četnická stanice) byly v roce 1932 evidovány tyto živnosti a obchody: 3 hostince, kolář, kovář, ohýbárna dřeva, palivo, pekař, pila, restaurace, 4 rolníci, 2 řezníci, 2 obchody se smíšeným zbožím, trafika.

## Kostel sv. Martina
Stavitelem prvního gotického kostela byl zřejmě pražský měšťan Menhard Rokycanský, který vlastnil Rostoklaty kolem roku 1346. První písemná zmínka o kostele pochází z roku 1352, v roce 1358 je doložen nástup nového faráře Bohunka po smrti jeho předchůdce faráře Kryštofa. Dochované masivní stavební prvky z tohoto období dokládají, že kostel byl zřejmě postaven s dosud blíže neobjasněnou obrannou funkcí. Po roce 1570 došlo k renesančním úpravám za nových majitelů, pánů Smiřických ze Smiřic, kdy byla v interiéru vystavěna kamenná kazatelna (1574) a hudební kruchta nesená dvojicí půlkruhových arkád (konec 16. století), nesených okoseným sloupkem. V letech 1614–1618 byl kostel pozdně renesančně přestavěn nákladem Albrechta Jana Smiřického ze Smiřic, který nechal upravit především loď a věž.
Během třicetileté války kostel zpustl a jeho dnešní podobu mu dala až raně barokní přestavba v rozmezí let 1688–1715, kterou inicioval zdejší farář Jakub Pečený pod patronací tehdejšího majitele škvoreckého panství, knížete Jana Adama Ondřeje z Lichtenštejna. Tato raně barokní přestavba, při které byl vystavěn zcela nový presbytář, odpovídá charakteru kostelních staveb s šířkově rozvinutým trojdílným presbytářem, které v této době vznikaly na lichtenštejnských panstvích Škvorec a Kostelec nad Černými lesy (nejbližší příklady viz Tuklaty a Přistoupim). Kostel v Rostoklatech se ale od nich odlišuje tím, že při přestavbě byla respektována hmota původního gotického kostela, z něhož byly zachovány podstatné části zdiva. Poslední úpravy proběhly po roce 1795, kdy věž poničila vichřice; její nové cibulové zastřešení tehdy provedl tesař Vít Komárek.
Kostel byl opraven v letech 1929–1930, od té doby byl bez údržby až do roku 2008, kdy se jeho majitelem stala obec. Ta od roku 2009 realizuje postupnou obnovu památky.

## Doprava
Dopravní síť
- Pozemní komunikace – Obcí vede silnice I/12 Praha - Kolín.

- Železnice – Obec Rostoklaty leží na železniční trati Praha – Český Brod – Pečky – Kolín – Česká Třebová v jejím trojkolejném úseku (Praha-Libeň – Poříčany). Trať je všude nejméně dvoukolejná, elektrizovaná, součást celostátní dráhy zařazená do evropského železničního systému, součást 1. koridoru. Doprava byla zahájena roku 1845.

Veřejná doprava 2019
- Autobusová doprava – Obcí vedla autobusová linka Pečky – Klučov,Skramníky – Český Brod – Tuklaty,Tlustovousy.

- Železniční doprava – Po trati vede linka S1 Praha–Kolín a v dopravních špičkách pracovních dnů také větev linky S7 Beroun – Český Brod v rámci pražského systému Esko. V železniční zastávce Rostoklaty zastavovaly osobní vlaky v době provozu linky S7 v průměru každých 15 minut každým směrem, jinak každých 30 minut.

## Galerie

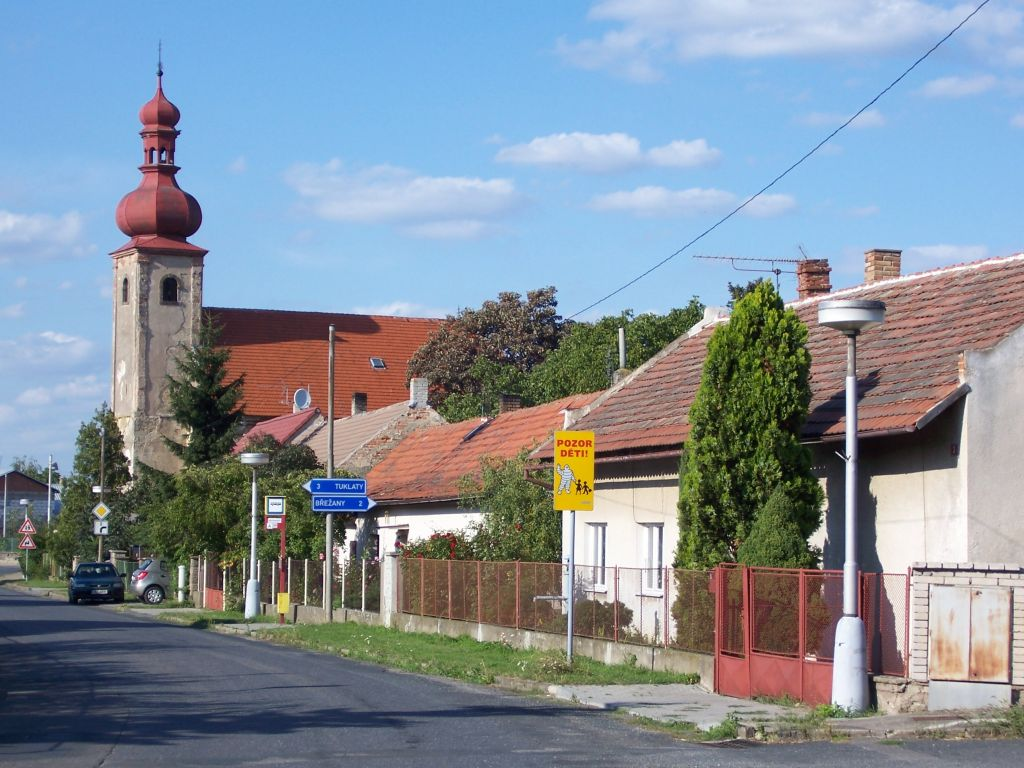
Střed obce
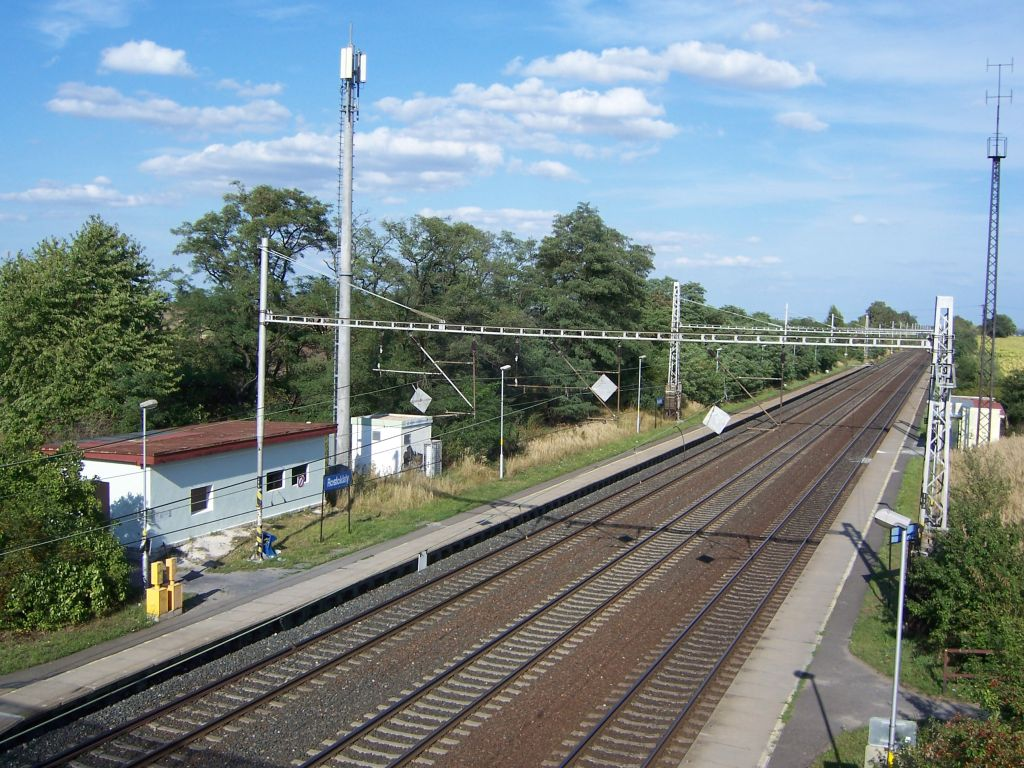
Železniční zastávka
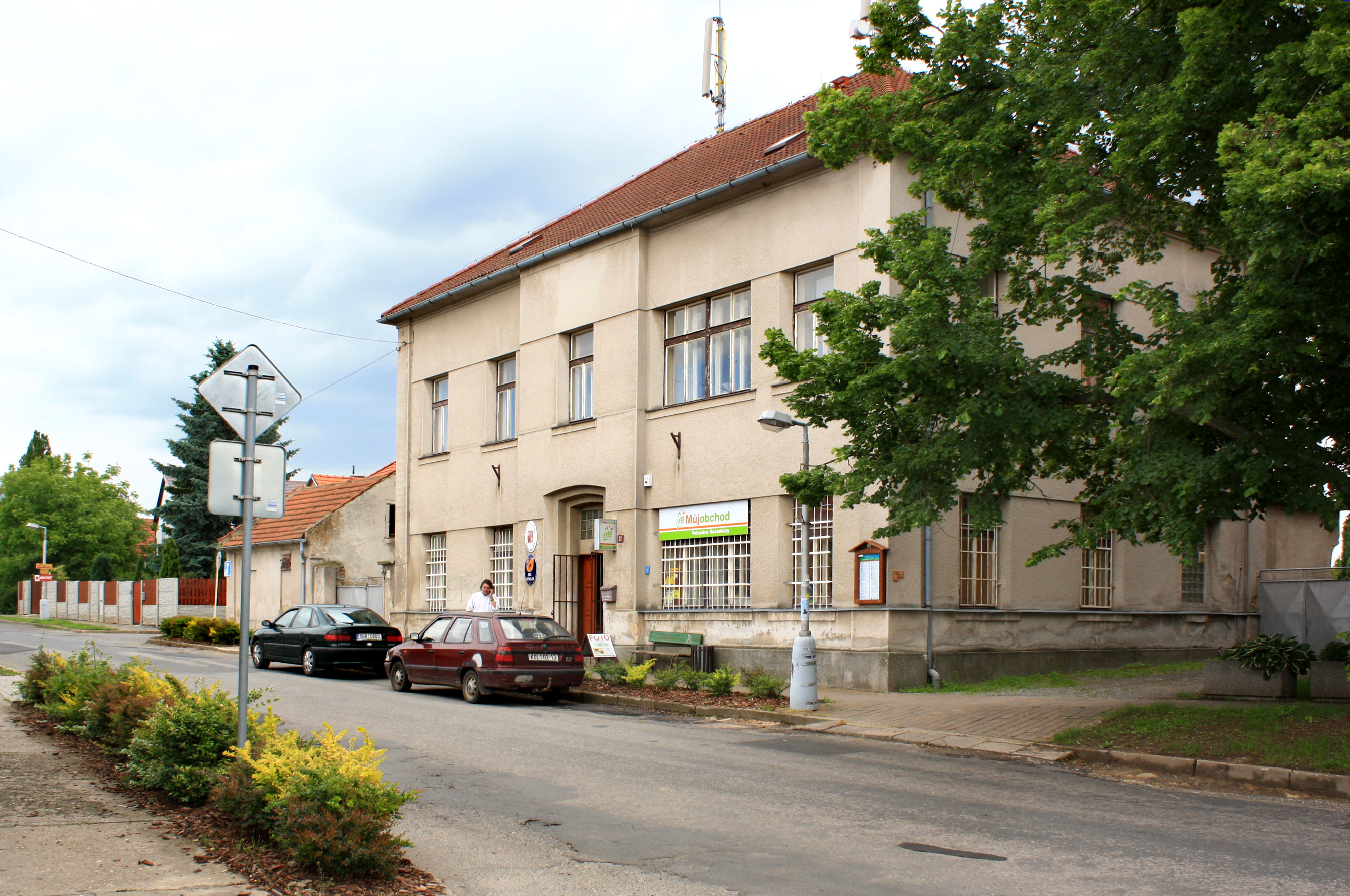
Obecní úřad
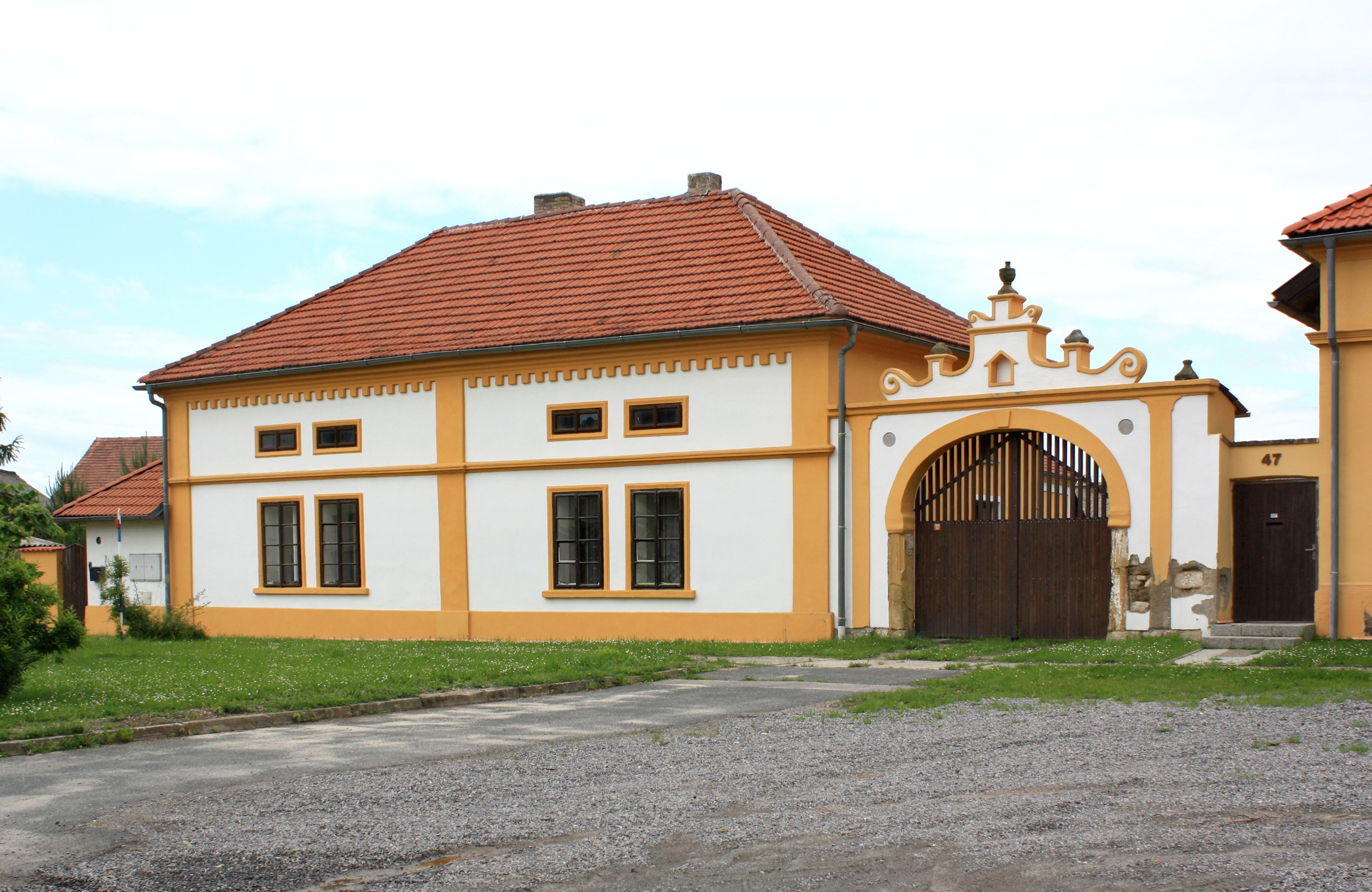
Opravený statek čp. 47